# Desierto florido
El desierto florido es un fenómeno que se produce en el desierto de Atacama (Chile), el más árido del planeta, y consiste en la aparición de una gran diversidad de flores en aquellos años en que las precipitaciones son inusuales y superan el rango normal para el desierto. Es similar al fenómeno de Lomas costeras, el cual se da a lo largo de la costa desértica de Chile y Perú. 
Climáticamente, el evento se relaciona con el fenómeno de El Niño, que implica un sobrecalentamiento de las corrientes marinas del litoral del país, lo que genera un aumento en las precipitaciones. Las flores abarcan más de 200 especies, la gran mayoría de carácter endémico. Predominan especies diferentes si se trata de una zona costera o interior, y florecen de manera no simultánea durante el periodo en que se produce el fenómeno.
Las especies bulbosas son las que inician la floración —entre ellas, las añañucas amarillas y rojas (Rhodophiala phycelloides) y el huille de flores blancas (leucocoryne spp.)—; les siguen las especies «de semilla» —conocidas como pata de guanaco (Cistanthe grandiflora), que cubre amplios sectores del desierto; suspiros lilas y celestes (Nolana paradoxa), don Diego de la noche (Oenothera coquimbensis), malvillas (Cristaria ovata), coronillas del fraile (Encelia canescens), cartuchos amarillos (Argylia radiata), lirios amarillos (Alstroemeria kingii) y orejas de zorro (Aristolochia bridgesii)—.

## Historia

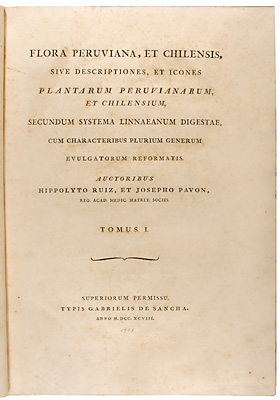
Portada de la obra Flora peruviana, et chilensis, sive descriptiones, et icones ...

Tanto en los periodos prehispánico como colonial, el desierto florido permitía utilizar el camino entre Copiapó y Vallenar a través del desierto, llamado también «camino de la travesía», muy cercano al actual trazado de la Ruta 5.
Las primeras colectas de especies fueron realizadas en los siglos XVII y XVIII por botánicos connotados, como los españoles Hipólito Ruiz López y José Antonio Pavón y Jiménez durante la Expedición Botánica al Virreinato del Perú (1777), que recorrió los actuales territorios chileno y peruano.
En 1831 el naturista francés Claudio Gay intentó conocer el desierto florido, pero entonces imperaba una sequía y tuvo que conformarse con estudiar algunos cactus. En 1835 el científico británico Charles Darwin hizo mención del efecto de las lluvias sobre las semillas y del efecto de las escasas lluvias que producían una enorme abundancia de vegetación en Copiapó y Huasco. Estando en el valle de Copiapó en junio de ese año, se enteró de las abundantes lluvias caídas después de dos o tres años de sequía. En septiembre de 1836, Claudio Gay realizó nuevamente un viaje al norte de Chile encomendado por el gobierno; visitó La Serena, Mina Arqueros y Yerba Buena, donde tuvo la oportunidad de apreciar el fenómeno. Posteriormente, entre diciembre de 1841 y enero de 1842, realizó una visita a la Región de Atacama. En noviembre de 1853, y encargado por el gobierno chileno, Rodulfo Amando Philippi realizó la expedición científica «Viaje al Desierto de Atacama», donde describió en su trayecto en tren entre Caldera y Copiapó los efectos de las lluvias.

Un gran número de plantas bajas crecían en esta arena aridísima y alegraban la vista con sus flores doradas, azules y coloradas; una infinidad de coleópteros negros del género Gyriosomus corrían al lado del camino, y se alimentaban principalmente de las flores de Malvas. La vegetación no siempre es tan rica, me aseguraron que era consecuencia de la abundancia de lluvias, que se habían experimentado este año en Copiapó; pues que habían tenido tres aguaceros, uno muy grande y dos menores.
 Rodulfo Amando Philippi. Viaje al Desierto de Atacama

Entre septiembre y octubre de 1887, durante la exploración llamada «Viaje a la Costa de Atacama» de Federico Philippi, comisionada por el gobierno para estudiar la flora de la provincia de Atacama, se realizó un levantamiento en pleno fenómeno del desierto florido.

Nosotros hallamos el desierto transformado a consecuencia de las abundantes lluvias de invierno en un verdadero campo de flores, los arbustos mencionados florecían casi todos.
Federico Philippi. Viaje a la Costa de Atacama

Durante el viaje de Federico Philippi, se describió en el valle de Carrizal la famosa garra de león (Leontochir Ovallei). En esta expedición científica se recolectaron cerca de 500 ejemplares de 258 especies, de las cuales 74 resultaron ser especies nuevas para la ciencia.
Posteriormente, el botánico alemán Karl Friedrich Reiche realizó una serie de publicaciones sobre ejemplares de plantas de Atacama que se reflejó en su trabajo Estudios críticos de la Flora de Chile. Después de varios años siguiendo el fenómeno de floración, el botánico chileno Carlos Muñoz Pizarro publicó El desierto florido (1965).
La floración del desierto en Atacama se ha producido en 1983, 1987, 1991, 1995, 1997, 2000 y 2002. En 2015 se dio un fenómeno excepcional, puesto que se presentaron dos floraciones: la primera tuvo lugar entre abril y mayo; y la segunda floración, entre septiembre y octubre (esta última se presentó principalmente en el sector costero entre Caldera y Huasco).

## Protección del fenómeno

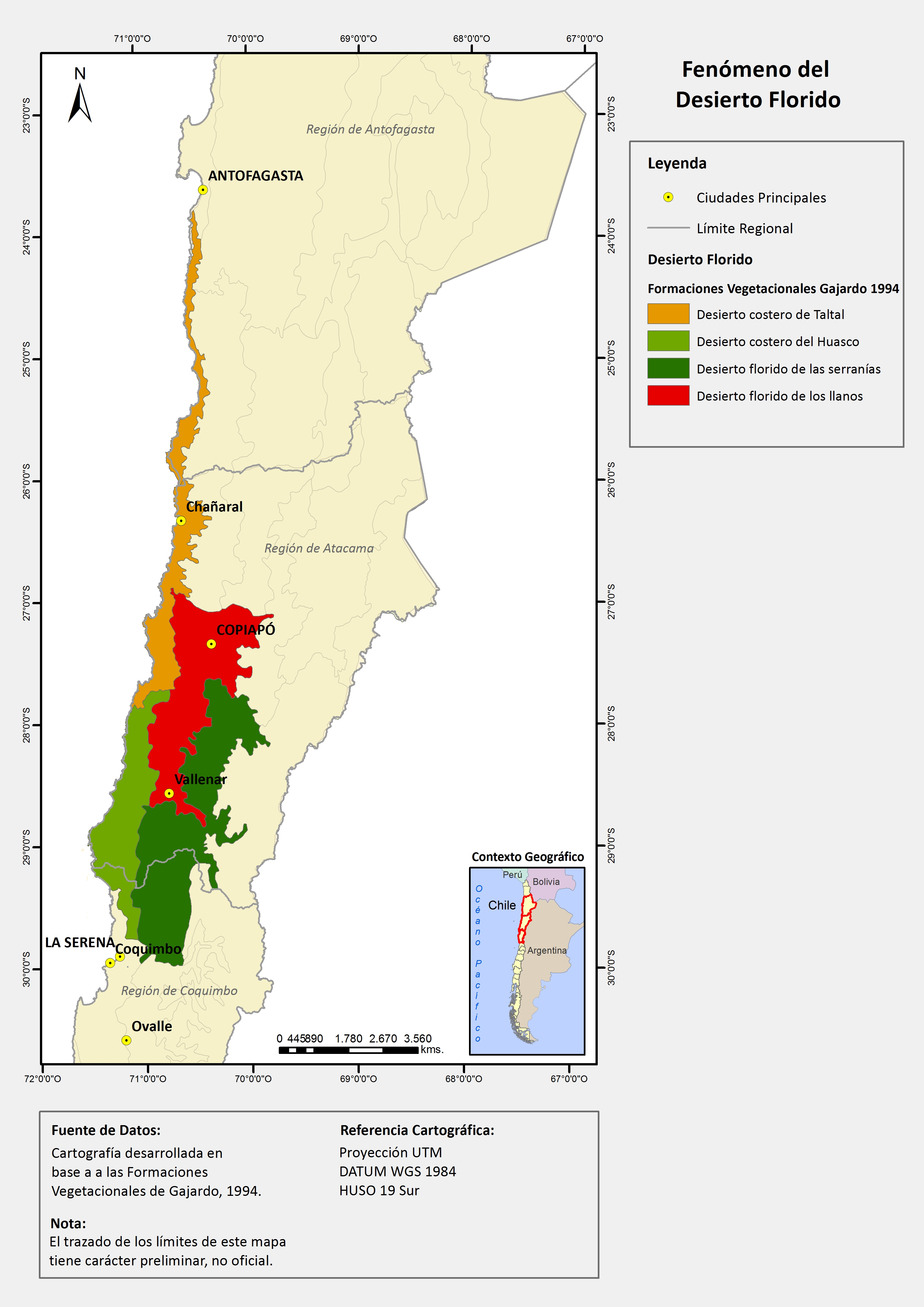
Mapa con la extensión del desierto florido entre las regiones de Antofagasta y Coquimbo

### Resoluciones y ordenanzas
La primera medida de este tipo de protección del desierto florido tuvo lugar cuando el Gobierno Regional de la Región de Atacama estableció, mediante un acto administrativo, la «Comisión del Desierto Florido» a través de la resolución exenta 634 del 29 de agosto de 1997, que estableció medidas de protección para este fenómeno a través de la nominación de «zona de protección» y «zona de interés turístico». Además, incorporó parámetros generales para que los municipios de la región dictaran ordenanzas municipales destinadas al control de la corta o a la destrucción del desierto florido. Este hecho ocurrió en medio de una de las floraciones más importantes de las que se ha tenido antecedente en cuanto a extensión. Lo anterior con la finalidad de dar protección a las especies del desierto florido en aquellos sectores que se encontraban fuera de las áreas silvestres protegidas.
A lo anterior se sumaron Vallenar mediante el decreto alcaldicio 2311 del 27 de agosto de 1997 y la Municipalidad de La Serena mediante el decreto 567 del 12 de septiembre de 1997. Ambos decretos buscaban la prohibición de la extracción, corta, transporte y comercialización de especies de flora del desierto florido como huillis, añañucas y garra de león; y posteriormente, la municipalidad de Freirina con el decreto 1210 del 20 de julio de 2000.
Estos decretos han sido actualizados en forma posterior. En el caso de La Serena en 2003, cuando se incorporó la prohibición de extracción de cactáceas y prohibió la caza de diez especies de aves nativas, sumándose la Municipalidad de La Higuera en 2004, que integra el desierto florido en un capítulo de la ordenanza un registro exhaustivo de más de 120 especies vegetales asociadas a este fenómeno.
En 2012 se sumó la municipalidad de Caldera, en la Región de Atacama, que prohibió la circulación de vehículos motorizados en zonas del desierto florido. Nuevamente el municipio de Vallenar en 2014, en su ordenanza sobre protección y conservación del medio ambiente, incorporó un capítulo para la protección de la biodiversidad, y la municipalidad de Freirina en 2015 que creó una ordenanza para la protección y conservación de la flora silvestre de la comuna donde integró un listado de 25 especies de flora y 14 especies de fauna.
En septiembre de 2015, el Gobierno Regional de Atacama actualizó la resolución sobre protección del desierto florido. En esta nueva versión se reestructura la composición de la Comisión del Desierto Florido de la Región de Atacama y se establece un «Área de mayor expresión del desierto florido» y un «Área de menor expresión del desierto florido».

### Parque Nacional Desierto Florido
El Parque Nacional Desierto Florido es una reserva natural situada en el norte de Chile, destinada a proteger más de 200 especies de flores y plantas. Fue anunciado en octubre de 2022 por el presidente Gabriel Boric y oficialmente creado en julio de 2023. Este parque, que abarca un área de 57.107 hectáreas, surge como la respuesta a la necesidad de conservar el área territorial donde ocurre el fenómeno del desierto florido.
El parque busca resguardar la flora, así como también la fauna del área, incluidos insectos, aves, reptiles y mamíferos, que se hacen más visibles y activos durante el periodo de floración del desierto.
La formalización de su creación fue publicada en el Diario Oficial el 12 de junio de 2023.
La administración del Parque Nacional Desierto Florido está a cargo de la Corporación Nacional Forestal, que tiene el objetivo de mitigar las amenazas al parque y garantizar su protección y conservación. Las estrategias y acciones específicas para lograr estos objetivos serán definidas en un plan de manejo que deberá ser desarrollado dentro de los próximos 37 meses.